# Variazioni Diabelli

Il valzer di Diabelli, usato come tema

Le 33 Variazioni su un valzer di Anton Diabelli, op. 120, comunemente note come le Variazioni Diabelli, sono un insieme di variazioni per pianoforte scritte tra il 1819 e il 1823 da Ludwig van Beethoven su un valzer composto da Anton Diabelli.
Opera per pianoforte di grande rilievo, è spesso paragonata per importanza alle Variazioni Goldberg di Johann Sebastian Bach.
Il musicologo inglese Donald Francis Tovey (1875-1940) le ha definite "il più grande insieme di variazioni mai scritto". Il pianista Alfred Brendel le ha descritte come "la più grande di tutte le opere per pianoforte".
Nel libro Beethoven: The Last Decade 1817 - 1827, il musicologo Martin Cooper ha scritto, "La varietà di trattazione è quasi senza pari, cosicché l'opera rappresenta un libro di studi avanzati sulla modalità d'espressione e sull'uso della tastiera di Beethoven, nonché una monumentale opera a sé stante." Inoltre, Arnold Schönberg scrive nella sua opera Funzioni strutturali dell'armonia: "Per quanto riguarda la sua armonia, quest'opera merita di essere chiamata il lavoro più avventuroso di Beethoven".
L'approccio di Beethoven al tema è di esporne piccoli elementi per volta - all'inizio, le quinte e le quarte discendenti, le note ripetute - e di sviluppare su di essi musica di grande immaginazione. Alfred Brendel scrive: "Il tema iniziale ha cessato di regnare sulla sua prole indisciplinata, in quest'opera sono le variazioni a decidere cosa può avere da offrire loro il tema principale. Esso non è ripetutamente confermato, ornato o glorificato, è migliorato, ridicolizzato, trasfigurato, abbattuto ed, infine, sollevato".
Beethoven non ha ricercato la varietà usando i cambiamenti di tonalità, rimanendo invece in quella di do maggiore di Diabelli per la maggior parte dell'opera: tra le prime ventotto variazioni, infatti, ha usato quella di do minore solo una volta. Quindi, avvicinandosi alla conclusione, Beethoven ha usato quella di do minore per le Variazioni 29–31 e invece per attaccare la variazione 32, una fuga tripla, ha modulato in mi♭maggiore. Arrivando solo a questo punto, e dopo un persistere così lungo del tono di do maggiore, i cambiamenti di tonalità hanno un effetto ancora più drammatico. Alla fine della fuga, un climax costituito da rapidi arpeggi di settima diminuita è seguito da una serie di accordi tranquilli punteggiati da silenzi. Questi accordi riportano finalmente alla tonalità di do maggiore di Diabelli nella variazione 33, un minuetto di chiusura.

## Le33 Variazioni su un valzer di Anton Diabelli, op. 120
| - Tema: Vivace - Variazione 1: Alla marcia maestoso - Variazione 2: Poco allegro - Variazione 3: L'istesso tempo - Variazione 4: Un poco più vivace - Variazione 5: Allegro vivace - Variazione 6: Allegro ma non troppo e serioso - Variazione 7: Un poco più allegro - Variazione 8: Poco vivace - Variazione 9: Allegro pesante e risoluto - Variazione 10: Presto - Variazione 11: Allegretto - Variazione 12: Un poco più moto - Variazione 13: Vivace - Variazione 14: Grave e maestoso - Variazione 15: Presto scherzando - Variazione 16: Allegro |  |  | - Variazione 17: Allegro - Variazione 18: Poco moderato - Variazione 19: Presto - Variazione 20: Andante - Variazione 21: Allegro con brio – Meno allegro – Tempo primo - Variazione 22: Allegro molto, alla ‘Notte e giorno faticar’ di Mozart - Variazione 23: Allegro assai - Variazione 24: Fughetta (Andante) - Variazione 25: Allegro - Variazione 26: (Piacevole) - Variazione 27: Vivace - Variazione 28: Allegro - Variazione 29: Adagio ma non troppo - Variazione 30: Andante, sempre cantabile - Variazione 31: Largo, molto espressivo - Variazione 32: Fuga: Allegro - Variazione 33: Tempo di Menuetto moderato |

## Termini ed espressioni
Il titolo dato da Beethoven al lavoro ha ricevuto vari commenti. Il suo primo riferimento fu nella sua corrispondenza, dove lo chiamò Große Veränderungen über einen bekannten Deutschen Tanz (Grandi Variazioni su una nota danza tedesca). Alla prima pubblicazione, tuttavia, il titolo fece esplicito riferimento ad un valzer di Diabelli. Sul frontespizio della prima edizione è recato: 33 Veränderungen über einen Walzer von Diabelli.
Beethoven ha scelto la parola tedesca Veränderungen piuttosto che il termine derivato dall'italiano Variationen, in un periodo in cui ha preferito usare la lingua tedesca in segni di espressione e titoli (come Hammerklavier). Tuttavia, a parte il titolo, troviamo solo termini musicali italiani all'interno dell'opera, suggerendo che Beethoven stava probabilmente cercando di fare un punto in suo favore nell'uso di Veränderungen. Veränderungen può significare non solo "varianti" ma anche "trasformazioni", a volte si dice che Beethoven avesse annunciato che questo lavoro facesse qualcosa di più profondo di quanto non fosse finora stato fatto in forma di variazione.